# 바불
바불(Baabul)은 인도에서 제작된 라비 초프라 감독의 2006년 영화이다. 아미타브 밧찬 등이 주연으로 출연하였고 B.R. 초프라 등이 제작에 참여하였다.

## 출연

### 주연
- 아미타브 밧찬
- 헤마 말리니

### 조연
- 살만 칸
- 라니 무케르지
- 존 에이브러햄